# Molibdenit
Molibdenit  este un mineral întâlnit destul de frecvent în natură, el face parte din clasa sulfiților. Mineralul cristalizează în sistemul hexagonal,sau se prezintă sub formă de agregate de culoare cenușie plumburie, cu nuanțe albăstrui violet. Molibdenitul poate fi găsit asociat în minereuri de aur și argint. 

## Caracteristici
Ca aspect și duritate molibdenitul se aseamănă cu grafitul, ambii sunt folosiți la producerea lubrifianților, de grafit se deosebește prin urmă, la grafit urma este de culoare cenușie negricioasă, pe când la molibdenit ea este de culoare cenușie verzuie. Molibdenitul este de regulă opac, foițe foarte subțiri la lumina infrarot sunt transparente, punctul de topire al mineralului este foarte ridicat. Spre deosebire de grafit, el este folosit ca semiconductor, și ca aliaje superioare ale oțelului utilizat în industria armamentului, sau la reactori nucleari.

## Mod de răspândire

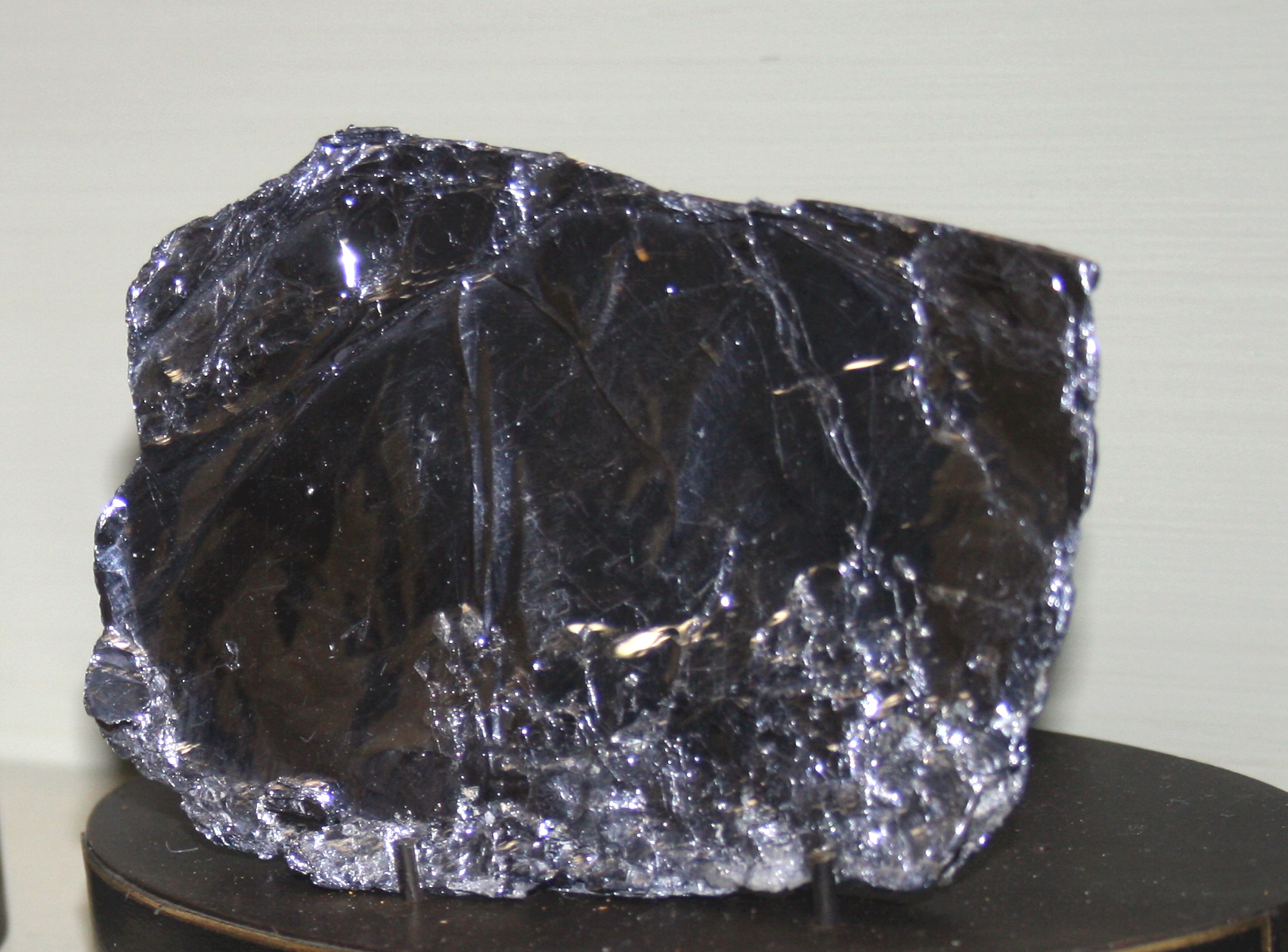
Molibdenit mineral din Noul Wales de Sud, Australia

Molibdenitul este întâlnit frecvent în rocile magmatice, ca aplite, granite, pegmatite sau în roci hidrotermale ca și gangă, porfire. El apare frecvent asociat cu cuarțul, anhidritul, fluoritul, pirita, calcopirita, și seelitul. Printre locurile cu zăcămintele cu molibdenit se pot aminti statele: Afganistan, Argentina, Australia, Belgia, Luxemburg, Germania, Finlanda, Italia, Rusia, Groenlanda, Austria, România (Munții Apuseni) și continentul nordamerican.